# Splendrillia eburnea
Splendrillia eburnea é uma espécie de gastrópode do gênero Splendrillia, pertencente a família Drilliidae.